# Cold World
Cold World es el cuarto álbum de estudio de la banda estadounidense Of Mice & Men. Fue lanzado el 9 de septiembre de 2016 a través de Rise Records. 
Este fue el último álbum para el vocalista de la banda Austin Carlile quien dejó el grupo el 30 de diciembre, debido sus problemas crónicos.

## Lista de canciones
Todas las canciones escritas y compuestas por Austin Carlile, Alan Ashby and Aaron Pauley. 
| N.º | Título          | Duración |  |
| 1.  | «Game of War»   | 4:00     |  |
| 2.  | «The Lie»       | 3:24     |  |
| 3.  | «Real»          | 3:12     |  |
| 4.  | «Like a Ghost»  | 4:47     |  |
| 5.  | «Contagious»    | 3:12     |  |
| 6.  | «-»             | 1:10     |  |
| 7.  | «Pain»          | 3:43     |  |
| 8.  | «The Hunger»    | 4:02     |  |
| 9.  | «Relentless»    | 3:26     |  |
| 10. | «Down the Road» | 3:22     |  |
| 11. | «+»             | 1:24     |  |
| 12. | «Away»          | 3:53     |  |
| 13. | «Transfigured»  | 3:58     |  |

## Posicionamiento en lista
| Lista (2016)                          | Posiciones |
| ------------------------------------- | ---------- |
| Australia (ARIA)                      | 27         |
| Bélgica (Ultratop flamenca)           | 155        |
| Bélgica (Ultratop valona)             | 135        |
| Canadá (Billboard Canadian Albums)    | 71         |
| New Zealand Heatseekers Albums (RMNZ) | 3          |
| Reino Unido (UK Albums Chart)         | 91         |
| Estados Unidos (Billboard 200)        | 20         |
| Estados Unidos (Top Rock Albums)      | 6          |

## Personal
- Austin Carlile: Voz Gutural
- Phil Manansala: Guitarra Líder
- Alan Ashby: Guitarra Rítmica
- Aaron Pauley: Voz Melódica y Bajo
- Valentino Arteaga: Batería